# Leptotarsus vulsurus
Leptotarsus vulsurus är en tvåvingeart som först beskrevs av Alexander 1955.  Leptotarsus vulsurus ingår i släktet Leptotarsus och familjen storharkrankar.
Artens utbredningsområde är Madagaskar. Inga underarter finns listade i Catalogue of Life.